# Walter Marciniec
Walter Marciniec (ur. w 1912) – polski lekkoatleta, specjalizujący się w biegach sprinterskich.

## Osiągnięcia
- Mistrzostwa Polski seniorów w lekkoatletyce (6 medali)[2]
  - Warszawa 1930
    - srebrny medal w sztafecie 4 × 400 m

  - Królewska Huta 1931
    - złoty medal w sztafecie 4 × 400 m

  - Warszawa 1932
    - złoty medal w sztafecie 4 × 400 m

  - Bydgoszcz 1933
    - złoty medal w sztafecie 4 × 400 m
    - srebrny medal w biegu na 200 m
    - brązowy medal w biegu na 400 m przez płotki

- Reprezentant Polski w meczu międzynarodowym[3]
  - Polska – Belgia, Warszawa 1933 (bieg na 400 m  i sztafeta 400–300–200–100 m)